# Aviva Stadium
O Aviva Stadium é um estádio esportivo localizado na cidade de Dublin, na Irlanda, com uma capacidade para 51.711 espectadores (todos sentados).
O estádio foi construído no local do Lansdowne Road, demolido em 2007, e substituiu o estádio como casa de seus inquilinos principais, a Seleção Irlandesa de Rugby Union e a Seleção Irlandesa de Futebol. O Aviva Group Ireland assinou um acordo de 10 anos para os direitos do nome do estádio em 2009, e o renovou até 2025.
O estádio foi inaugurado oficialmente em 14 de maio de 2010. Ele sediou a primeira e única edição da Copa das Nações em 2011, a Final da Liga Europa da UEFA de 2010–11 e a Final da Liga Europa da UEFA de 2023–24.